# Brachystelma rubellum
Brachystelma rubellum är en oleanderväxtart som först beskrevs av Ernst Meyer, och fick sitt nu gällande namn av R. Peckover. Brachystelma rubellum ingår i släktet Brachystelma och familjen oleanderväxter. Inga underarter finns listade i Catalogue of Life.